# Dramat w Inflantach
Dramat w Inflantach. Wśród Łotyszów (fr. Un Drame en Livonie 1904) – jednotomowa powieść Juliusza Verne’a z cyklu Niezwykłe podróże złożona z 16 rozdziałów.
Pierwszy polski przekład pojawił się w odcinkach w 1906, a w postaci książkowej (na stulecie śmierci autora) w 2005.
Miejscem akcji tej kryminalnej powieści jest teren krajów nadbałtyckich.